# Shōhei Ogura
Shōhei Ogura (japanisch 小椋 祥平 Ogura Shōhei; * 8. September 1985 in der Präfektur Chiba) ist ein ehemaliger japanischer Fußballspieler.

## Karriere
Ogura erlernte das Fußballspielen in der Schulmannschaft der Shutoku High School. Seinen ersten Vertrag unterschrieb er 2004 bei den Mito HollyHock. Der Verein spielte in der zweithöchsten Liga des Landes, der J2 League. Für den Verein absolvierte er 108 Ligaspiele. 2008 wechselte er zum Erstligisten Yokohama F. Marinos. 2013 gewann er mit dem Verein den Kaiserpokal. Für den Verein absolvierte er 142 Erstligaspiele. 2015 wechselte er zum Ligakonkurrenten Gamba Osaka. Im August 2015 wurde er an den Erstligisten Montedio Yamagata ausgeliehen. 2016 kehrte er zu Gamba Osaka zurück. 2017 wechselte er zum Ligakonkurrenten Ventforet Kofu. Am Ende der Saison 2017 stieg der Verein in die J2 League ab. Für den Verein absolvierte er 95 Ligaspiele. Ende 2019 beendete er seine Karriere als Fußballspieler.

## Erfolge
Yokohama F. Marinos
- J1 League

Vizemeister: 2013
- Kaiserpokal: 2013

Gamba Osaka
- J1 League

Vizemeister: 2015
- J.League Cup

Finalist: 2015, 2016
- Kaiserpokal: 2015
- Supercup: 2015